# Rob Hoeke

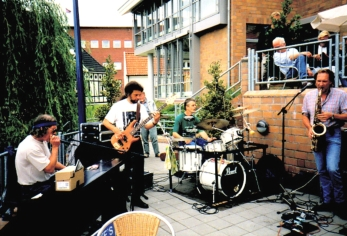
Rob Hoeke Band in openlucht

Robert Jan Eduard (Rob) Hoeke (Haarlem, 9 januari 1939 – Krommenie, 6 november 1999) was een Nederlandse zanger-pianist-songwriter, die eind jaren 1950 begon met optreden, zoals op 28 februari 1958 in Haarlem . Hoeke verwierf enige bekendheid door begin jaren 1960 vier keer achter elkaar de tweede plaats in het Loosdrecht Jazz Concours te halen. De Nederlandse televisie besteedde aandacht aan dit concours, zoals op 13 augustus 1961. Hoeke verzamelde groepen muzikanten om zich heen in de formaties The Rob Hoeke Rhythm & Blues Group en Rob Hoeke's Boogie Woogie Quartet. In de jaren 1960 nam hij een promotieplaat op met de Philips Philicorda, een elektronisch orgel. De formaties van Hoeke kenmerkten zich door veeltallige wisselingen van de bezetting.
Bekende titels van Hoeke zijn Drinking on My Bed (nr. 11 in 1968), Down South (nr. 8 in 1970), Margio (nr. 15 in 1966), What is Soul, When People Talk, Double Cross Woman en Gettin' Higher.
Ongelukkigerwijs moest Hoeke in september 1974, na een poging een kleine reparatie aan zijn auto uit te voeren, twee vingers missen. Overigens had hij buiten de muziek veel belangstelling voor techniek. Hij had een opleiding autotechniek gevolgd aan het IVA Driebergen en hij haalde daarnaast zijn vliegbrevet.
Hoeke trad ook veel in het buitenland op, waaronder in Zweden, Duitsland, België, VS, Canada en Denemarken. De single What Is Soul werd in 1967 ook in Engeland uitgebracht. In 1977 nam Hoeke het album Two of a Kind op met Alan Price.
Hoeke overleed in 1999 na een kort ziekbed aan de gevolgen van maagkanker. Vlak voor zijn dood gaf hij in café Langs de Lijn in Bussum nog een afscheidsconcert waar veel bevriende muzikanten optraden. Onder hen waren Herman Brood, Jan Akkerman en collegapianisten Eric-Jan Overbeek, Jaap Dekker, Henk Pepping en Gerbren Deves. Ook zijn zoon Ruben en zijn broer Eric Hoeke traden hier op. Ruben Hoeke heeft zijn eigen band, de Ruben Hoeke Band. Rob Hoeke is ook de vader van journaliste Eva Hoeke.

## Discografie
- Boogie Woogie - Philips, P12 930 L (1964)
- Save Our Souls - Philips, XPY 855 039 (1967)
- Robby's Saloon - Philips, XPY 855 084 (1968)
- Celsius 232,8 - Philips, XPY 855 087 (1969)
- Racing The Boogie - Philips, 861 822 LCY (1970)
- Four Hands Up - Philips, 6413 013 (1971)
- Full Speed - Philips, 6413 032 (1972)
- Rockin' The Boogie - Philips, 6401 053 (1973)
- Fingerprints (met Hein van der Gaag) - Philips, 6401 090 (1975)
- Two Of A Kind (met Alan Price) - Polydor, 2925 064 (1977)
- Boogie Woogie Explosion - Polydor, 2925 086 (1979)
- Free And Easy - Universe, LS - 28 (1981)
- Jumpin' On The "88" - Oldie Blues, OL 8005 (1984)[2]
- & The Real Boogie Woogie - Down South Records, DS 92234 (1987)
- Boogie And Blues - Stiletto, RH 9187 (1987)
- 25 Years Rhythm & Blues And Boogie Woogie - CNR, 655.290-1 (1989)
- & The Real Boogie Woogie - Down South Records, DS 92234 (1987)
- Boogie Woogie En Blues Live - Eigen beheer CCS10-1 (1994)
- Boogie On The Move (The Grand Piano Boogie Train: Jaap Dekker, Rob Hoeke en Rob Agerbeek) - Rodero Records, RDR 1295 (1997)
- Boogie Woogie En Blues Live 2 - Eigen beheer RH9702 (1997)
- Blues & Boogie Movin' On (The Grand Piano Boogie Train: Jaap Dekker, Rob Hoeke en Rob Agerbeek) - Rodero Records, RDR 1297 (1997)

- International Standard Name Identifier: 0000 0001 3078 7770
- Library of Congress Control Number: no98005982
- MusicBrainz: 533b8d6e-6b78-4136-87ba-37e02aa93c3d
- Nederlandse Thesaurus van Auteursnamen: 070743924
- Virtual International Authority File: 279918542